# Svenska Seglarförbundet
Svenska Seglarförbundet är den organisation som företräder idrotten segling i Sverige.
Svenska Seglarförbundet är svenskt specialidrottsförbund för segling, bildat 1905 och invalt i Riksidrottsförbundet 1960. Förbundet har cirka 100 000 medlemmar fördelat på 16 distrikt, omkring 325 klubbar och drygt 60 klassförbund. Det är ett av 35 olympiska specialförbund i Sveriges Olympiska Kommitté, SOK. Förbundets kansli ligger i Stockholm.

## Verksamhet

### Utbildning
Svenska Seglarförbundet anordnar i samarbete med distrikt och klubbar utbildningar för:
- Seglarskolor – för simkunniga barn, ungdomar, funktionsnedsatta och vuxna
- Kappseglingsarrangörer, domare och funktionärer
- Tränare
- Båtlivsutbildning, förarintyg, skepparexamen

### Elitsegling
Svenska Seglarförbundet ansvarar för det svenska landslaget i segling, SWE Sailing Team. SWE Sailing Team representerar Sverige i världscupen i segling samt ansvarar för uttagningar till OS.

### Tävlingssanktionering
Svenska Seglarförbundet är den organisation som ger sanktion till kappseglingar i Sverige. Det genomförs omkring 400 regionala, nationella och internationella sanktionerade seglingstävlingar i Sverige varje år. Av dem är omkring 50 svenska mästerskap. Tillkommer gör lokala kappseglingar.

### Breddsegling
Av de sanktionerade kappseglingar som genomförs i Sverige kan en stor majoritet ses som breddsegling. Inom detta ryms entypskappsegling, där samtliga båtar är av samma modell, och kappsegling mellan olika båttyper med handikappsystem.

### SRS
Svenskt Respitsystem, SRS, är ett handikappsystem framtaget av SSF:s tekniska kommitté, som ger möjlighet för båtar av olika typer att kappsegla mot varandra på någorlunda lika villkor.

### Utmärkelser
Svenska Seglarförbundet delar varje år ett antal utmärkelser till välförtjänta svenska seglare samt ansvarar för svensk seglings Hall of Fame.

### Evenemang
Utöver sanktioner av kappseglingar arrangerar SSF fem årliga tävlingar:
- JSM – Svenska Mästerskapet för juniorklasser. Ett av Sveriges största seglingsevenemang med drygt 500 deltagare.
- Jr Cup – Klubbtävling för unga där segling sker i cupformat med tillhandahållna båtar på korta banor nära land.
- USM Matchracing – Svenska mästerskapen för unga i matchracing, båt mot båt.
- Mästarnas Mästare – Sprintkappsegling för årets svenska mästare plus några wildcards. Mästarnas Mästare i segling avgörs i slutet av säsongen sedan 2006.
- Allsvenskan Segling – Seglingsliga där klubbar tävlar mot varandra, under ett antal omgångar med många heat i identiska båtar. Resultatet presenteras i tabellform.

## Samarbeten
- Sjösportens Samarbetsdelegation (SSD) har som ändamål att samordna det svenska båtlivets kontakter med regering och myndigheter. Ingår gör Svenska Seglarförbundet, Svenska Båtunionen och Svenska Kryssarklubben.
- Svenska Sjö är ett försäkringsbolag inriktat mot fritidsbåtsförsäkringar som drivs gemensamt av Svenska Seglarförbundet, Svenska Båtunionen, Svenska Kryssarklubben samt organisationerna Saltsjön-Mälarens Båtförbund, Kungliga Motorbåt Klubben, Kungliga Svenska Segel Sällskapet och Navigationssällskapet. Huvudman är Båtorganisationernas Försäkringskommitté, där var och en av de nämnda organisationerna är representerad.

## Internationellt
Svenska Seglarförbundet representerar svensk seglingsidrott internationellt. SSF är anslutet till: 
- Nordic Sailing Federation (Nordic SF)
- European Sailing Federation (EUROSAF)
- World Sailing

## Källa
100 år under segel - svensk segling 1905-2005. (2004). ISBN 91-89564-15-4